# علی لی
علی لی کای سام (چینی: 李佳芯؛ جیوت‌پینگ: Lei 5 Gaai 1 Sam 1؛ متولد ۲۷ نوامبر 1982) بازیگر و مجری تلویزیونی هنگ کنگی است که با تی‌وی‌بی قرارداد دارد.
لی ابتدا به عنوان یک مجری تلویزیونی برای کانال‌های سرگرمی و ورزشی تلویزیون کابلی هنگ کنگ مورد توجه قرار گرفت و برنامه‌های تلویزیونی محبوبی مانند پادشاه ورزش (體育王) و فضاهای شگفت‌انگیز (空間大改造) را پوشش داد. در سال ۲۰۱۲، او یک قرارداد هنری با تی‌وی‌بی امضا کرد. لی برنده جایزه بهترین هنرمند زن در جایزه سالیانه تی‌وی‌بی ۲۰۱۶ شد. او در سال ۲۰۱۸ با بازی در درام Who Wants A Baby؟ برنده جایزه سالگرد TVB برای بهترین بازیگر زن شد.
از سال ۲۰۱۵، لی با دنی چان، هنرمند سابق و بازیگر صحنه ViuTV وارد رابطه شد. آنها در اواخر سال ۲۰۲۰ به رابطه خود پایان دادند.

## فیلم‌شناسی

### درام‌های تلویزیونی
| سال  | عنوان                     | نقش                   | یادداشت‌ها |
| ---- | ------------------------- | --------------------- | --- |
| ۲۰۱۱ | بازجویی‌های ICAC 2011      | اشلی                  | واحد ماده ای (۴) |
| ۲۰۱۴ | عشق خارج                  | سو                    | کامیو |
| ۲۰۱۴ | چوب‌های طلایی              | همسر ی                | کامیو |
| ۲۰۱۴ | "محبّت" را "سویپ" بزن      | زوج                   | کامیو |
| ۲۰۱۴ | اژدها شباهت کوه سرد       | همسر یوون             | نقش پشتیبانی |
| ۲۰۱۴ | به خونه برین عشق          | سوسانا کوان           | کامیو |
| ۲۰۱۴ | آینه عقب                  | یوان کاپو             | نقش پشتیبانی |
| ۲۰۱۴ | موفق‌ترین افراد            | آیوی یو زِلَم           | نقش پشتیبانی |
| ۲۰۱۴ | شیر ببر II                | چنگ تو                | نقش پشتیبانی |
| ۲۰۱۵ | افزایش میزان              | سوم لایچینگ           | نقش پشتیبانی |
| ۲۰۱۵ | عاشق سابق "روحانی" من     | لبهٔ نه دم             | نقش پشتیبانی |
| ۲۰۱۵ | زیر پرده                  | چاک-سین               | نقش پشتیبانی |
| ۲۰۱۶ | جنگ مد                    | وینسی کی وان وان      | نقش اصلی نقش پشتیبان جایزه StarHub TVB برای بهترین هنرمند زن جایزهٔ سالگرد تلویزیون بی برای هنرمند زن پیشرفته |
| ۲۰۱۶ | نگهبان برادر دوم          | چنگ ونگ               | نقش پشتیبان جایزه StarHub TVB برای بهترین هنرمند زن جایزهٔ سالگرد تلویزیون بی برای هنرمند زن پیشرفته |
| ۲۰۱۶ | قانون و نظم               | هزل چک یچونگ          | اولین جایزه ستاره زن در تلویزیون بی مالزی برای ۱۵ شخصیت درامای محبوب در تلویزیون بی StarHub TVB Award for Most Improved Female ArtistTVB Anniversary Award for Most Enhanced Female Artist جایزهٔ سالگرد تلویزیون بی برای هنرمند زن پیشرفته |
| ۲۰۱۷ | تحریک کننده               | "رچل چان هیمان"       | اولین ماده سرب |
| ۲۰۱۷ | "مغلبان قانونی"           | هرگز وانگ لای فان     | دومین جایزه زن اصلی StarHub TVB برای بازیگر محبوب من جایزه ستاره تلویزیون مالزی برای ۱۷ شخصیت درامای محبوب تلویزیوم |
| ۲۰۱۷ | سن من جدا                 | پاریس شونگ هویی       | دومین ماده سرب |
| ۲۰۱۸ | مراقب باش باش             | روکسی یئو لوک-شِ       | نقش اصلی در حمایت |
| ۲۰۱۸ | کی میخواد بچه داشته باشه؟ | "الین تونگ" "تیم-ی"   | اولین ماده سرب جایزهٔ سالگرد تلویزیون بی برای بهترین بازیگر |
| ۲۰۱۸ | زندگی در خط               | چنگ وای سوم           | ظاهر مهمان |
| ۲۰۱۹ | دوال بزرگ سفید            | دکتر کنیس چنگ لوکمن   | دومین زن اولین ستاره شب ستاره برای شخصیت مورد علاقه تلیویزیون شب ستاره ای ستاره هاب برای شخصیت محبوب تلویزیون |
| ۲۰۲۰ | مرگ با صفر                | نقدینگی چین هیونگ سین | اولین ماده سرب |
| ۲۰۲۱ | زیبایی و رئیس             | املیا وانگ لای مئی    | اولین جایزه سالگرد اولین زن در تلویوگرافی برای محبوب‌ترین شخصیت زن جایزه سالگرد تلویزیون بی برای محبوب‌ترین شخصیت زن |
| ۲۰۲۱ | هوش مصنوعی رمانتیک        | آه بو                 | اولین جایزه تلویزیونی انتخاب زنان به عنوان بهترین بازیگر جایزه انتخاب مردم در تلویزیون بهترین بازیگر |
| ۲۰۲۲ | مرد کامل                  | چارلی یاو تسچینگ      | اولین ماده سرب |

### فیلم‌ها
- اگر اهمیت می‌دهید … (۲۰۰۲)
- I Love Hong Kong 2013 (2013)